# Christian Delahaye
Pour les articles homonymes, voir Delahaye.
Christian Delahaye (né à Douai le 22 octobre 1955) est un journaliste et théologien français qui associe ses deux activités en publiant des livres et des articles consacrés à l’actualité des religions et notamment à certaines dérives du christianisme.

## Biographie
Né à Douai en 1955, après des études de gestion (École supérieure de commerce de Lille), il débute en 1976 au Quotidien de Paris comme reporter, chargé des informations religieuses. À partir de 1981, il anime des rendez-vous politiques en coproduction avec des réseaux de radio FM et des quotidiens nationaux (Les Cahiers du Mégahertz, Le Matin de Paris/ 988 FM (1981-1984), le Grand Oral Libération-Pacific Fm (1986-1988) , Le Grand O La Croix-O’FM (1990-1996), tout en publiant des livres journalistiques (La Politique du rire, Balland, 1990 ), Anti-stress de stars (Éditions no 1, 1992) et en produisant des reportages tv (« La campagne à la campagne », TF1, 1995, « Culture Pub », M6, 1996). En 1999, il devient rédacteur-en-chef adjoint, puis grand reporter du Quotidien du médecin,. Il écrit depuis occasionnellement dans divers organes de presse.
Parallèlement, il suit un parcours de théologie universitaire à l’Institut catholique de Paris et se spécialise en théologie des religions, dialogue inter-religieux (master de recherche de théologie, licence canonique et admission en doctorat en 2013)
Il enseigne la théologie à la faculté de théologie et de sciences des religions de l’Institut catholique de Paris et au centre d’études théologiques de Normandie depuis 2014 jusqu’à 2017, ses contrats n’étant plus renouvelés après la publication de Scandales, les défis de l’Église catholique, essai de théologie critique qui dénonce les dérives du catholicisme romain. En avril 2017, dans une tribune au Monde, il dénonce l’attitude des évêques français qui refusent de se prononcer entre les deux candidats du second tour de l’élection présidentielle et suscite d’abondantes réactions,.
Il poursuit cependant sa collaboration avec le Quotidien du médecin et le blog Religions et société (Editions Empreinte). Il mène ses recherches et enquêtes théologiques en publiant des essais et des articles sur la crise du christianisme.

## Publications
- Fascicule de méthodologie d’histoire et sociologie des religions à l’époque contemporaine. Appliqué au protestantisme, Paris, EPHE (diff. interne), 1997 (110p)
- La Politique du rire, avec Henri de Saint Roman, Balland, 1988[15]
- Anti-stress de stars, avec Henri de Saint Roman, Éditions no 1, 1989[16]
- La Laïcité à l’hôpital, fondements historiques, enjeux interreligieux et défis théologiques, Parole et silence, 2014[17]
- Et si le christianisme n’était pas du tout une religion, le testament révolutionnaire de Dietrich Bonhoeffer enfin restitué, L’Harmattan, 2015[18]
- Scandales, les défis de l’Église catholique, Empreinte temps présent, 2017[19]
- L’Alliance contre-nature, quand les religions nourrissent le populisme, Empreinte temps présent 2018[20]
- L’Aggiornamento des funérailles, Parole et silence, 2019
- Adieu curé, Empreinte temps présent, 2021[21],[22]
- Des animaux et des dieux, essai de théologie animaliste, Golias et Empreinte Temps présent, 2022[23]